# NGC 102
NGC 102 é uma galáxia espiral barrada (SB0-a) localizada na direcção da constelação de Cetus. Possui uma declinação de -13° 57' 22" e uma ascensão recta de 0 horas, 24 minutos e 36,5 segundos.
A galáxia NGC 102 foi descoberta em 1886 por Frank Leavenworth.